# Was summt denn da?
Was summt denn da? (Originaltitel: Wink of an Eye) ist die nach Ausstrahlungsreihenfolge 11. und nach Produktionsreihenfolge 13. Episode der dritten Staffel der Science-Fiction-Fernsehserie Raumschiff Enterprise. Sie wurde in englischer Sprache erstmals am 29. November 1968 bei NBC ausgestrahlt. In Deutschland war sie zum ersten Mal am 3. November 1973 in einer synchronisierten Fassung im ZDF zu sehen.

## Handlung
Im Jahr 2268 bei Sternzeit 5710.5 empfängt die Enterprise einen Notruf vom Planeten Scalos. Ein Außenteam bestehend aus Captain Kirk, dem ersten Offizier Spock, Schiffsarzt McCoy und dem Sicherheitsoffizier Compton beamt auf die Oberfläche, findet dort aber keine Bewohner vor. Auch tierisches Leben scheint zu fehlen. Kirk bemerkt jedoch ein Summen wie von Insekten, die von den Tricordern jedoch nicht erfasst werden können. Als Compton eine Wasserprobe nimmt, verschwindet er plötzlich.
Das Außenteam kehrt für weitere Untersuchungen aufs Schiff zurück. Auch dort nimmt Kirk das rätselhafte Summen wahr. Plötzlich versagt die Steuerkontrolle und im Sauerstoffversorgungraum wird ein fremdes Gerät gefunden, das von einem Kraftfeld geschützt wird und sich nicht entfernen lässt. Als Kirk einen Kaffee trinkt, mischt ihm jemand unbemerkt eine Substanz bei. Augenblicklich bemerkt er, wie die Bewegungen seiner Besatzung immer langsamer werden und schließlich scheinbar ganz einfrieren. Jetzt wird eine Frau sichtbar, die Kirk bereits von der Aufzeichnung des Notrufs kennt: Deela, die Anführerin der Scalosianer, offenbart ihm, dass ihre Leute sich extrem beschleunigt durch die Zeit bewegen und dadurch für andere Personen unsichtbar sind. Kirk wurde durch die Verabreichung der Substanz ebenfalls in diesen Zustand versetzt. In der Sauerstoffversorgung trifft Kirk auf Compton, der sich mittlerweile dem Willen der Scalosianer ergeben hat und sich weigert, Kirk passieren zu lassen. Kirk schlägt ihn nieder, wird aber seinerseits von zwei Scalosianern überwältigt. Als er wieder zu sich kommt, stellt er fest, dass Compton tot ist.
Deela erzählt ihm nun die Geschichte ihres Volkes: Strahlung hat das Wasser ihres Planeten vergiftet und die gesamte Bevölkerung in einen anderen Zeitrahmen versetzt. Zugleich wurden sie dabei unfruchtbar. Nur noch fünf Personen sind von ihrem Volk übrig. Zur Fortpflanzung sind sie auf die Entführung von Angehörigen anderer Spezies angewiesen. Leider führt die Überführung in den scalosianischen Zeitrahmen meist zu einem schnellen Tod, wie es auch mit Compton passiert ist. Darum soll die Enterprise mithilfe des Geräts eingefroren werden und als Samenbank dienen. Kirk macht eine Aufzeichnung all dieser Aussagen und als Deela durch ein Gespräch mit dem Scalosianer Rael abgelenkt ist, steckt er sie heimlich Spock zu und sabotiert anschließend den Transporterraum, um die Scalosianer daran zu hindern, auf ihren Planeten zurückzukehren.
Spock hat mittlerweile durch extrem beschleunigtes Abspielen der Notrufaufzeichnung die Quelle des rätselhaften Summens entdeckt. Kirks Aufzeichnung kann er nun durch extrem verlangsamtes Abspielen hören. Gemeinsam mit McCoy und Schwester Chapel entwickelt Spock ein Gegenmittel gegen das kontaminierte scalosianische Wasser. Um Kirk das Gegenmittel verabreichen zu können, entschließt er sich, einen Schluck scalosianisches Wasser zu nehmen, um sich in seinen Zeitrahmen zu begeben.
Rael gelingt es, den Transporter zu reparieren. Als er Deela informieren will, findet er sie in einem intimen Moment mit Kirk vor. Dies erweckt Eifersucht in ihm und Deela muss sich ihn mit einer Waffe vom Leib halten. Drei Scalosianer kehren auf den Planeten zurück und Rael aktiviert das Kühlgerät. Kirk kann Deela in einem unachtsamen Moment ihre Waffe entwenden. Gemeinsam mit Spock kann er Rael überwältigen und das Gerät zerstören. Kirk bietet an, Deela und ihr Volk in  Kryostase zu versetzen, bis geklärt ist, wie weiter mit ihnen zu verfahren sei. Deela jedoch bittet darum, auf ihren Planeten zurückkehren zu dürfen. Kirk wird unweigerlich einen Bericht verfassen, der dazu führt, dass Scalos von der Föderation unter Quarantäne gestellt wird. Dann wird es nicht mehr möglich sein, andere Schiffe zu entführen. Das Schicksal ihres Volkes ist damit besiegelt, doch Deela ist bereit, das zu akzeptieren und Kirk lässt sie und Rael schließlich gehen.
Kirk nimmt das Gegenmittel, während Spock noch eine Weile im beschleunigten Zeitrahmen bleibt, um Reparaturen am Schiff durchzuführen. Durch ein Versehen spielt Kommunikationsoffizierin Uhura noch einmal den scalosianischen Notruf ab, was Kirk die Gelegenheit zu einem letzten Abschied von Deela gibt.

## Verbindungen zu anderen Star-Trek-Produktionen
Einige Elemente aus dieser Folge wurden in späteren Star-Trek-Produktionen wieder aufgegriffen:
- Die Folge 6.12 (Es geschah in einem Augenblick) der Serie Star Trek: Raumschiff Voyager aus dem Jahr 2000 behandelt erneut das Thema der unterschiedlich schnell ablaufenden Zeit. Hier wird die USS Voyager im Orbit eines Planeten festgehalten, auf dem die Zeit sehr schnell voranschreitet. Die Besatzung kann dadurch die Entwicklung einer Zivilisation von der Bronzezeit bis zum Raumfahrtzeitalter mitverfolgen. Der englische Originaltitel der Folge (Blink of an Eye) ist eine Anspielung an Was summt denn da? (Wink of an Eye).
- Das Scalos-System ist in mehreren Folgen von Star Trek: Picard und Star Trek: Strange New Worlds auf Sternenkarten eingezeichnet.

## Produktion

### Drehbuch
Die Grundidee dieser Folge, sich durch die Einnahme einer Chemikalie extrem beschleunigt durch die Zeit zu bewegen, stammt ursprünglich aus der 1901 erschienenen Kurzgeschichte The New Accelerator von H. G. Wells. Sie wurde bereits 1966 als Folge 1.26 (The Night of the Burning Diamond) der Serie Verrückter wilder Westen verfilmt.
Drehbuchautor Gene L. Coon ließ sich in den Credits der Folge nur unter seinem Pseudonym Lee Cronin nennen.

### Darsteller
Walter Koenig, Darsteller von Pavel Chekov, spielte in dieser Folge nicht mit. Durch die Verwendung von Archivmaterial aus einer anderen Folge ist er aber dennoch kurz zu sehen.

### Kulissen
Für die Szenen auf der Planetenoberfläche wurde das Matte Painting von Eminiar VII aus der Folge Krieg der Computer wiederverwendet. Lediglich das Brunnenset wurde für diese Folge neu angefertigt.
Die Sauerstoffversorgungsanlage ist das umgebaute Set des Besprechungsraums der Enterprise.

## Adaptionen
James Blish schrieb eine Textfassung von Was summt denn da?, die auf Englisch erstmals 1975 in der Geschichtensammlung Star Trek 11 erschien. Die deutsche Übersetzung erschien 1977.

## Rezeption
Christian Blauvelt listete Was summt denn da? 2022 auf hollywood.com in einem Ranking aller 79 Raumschiff-Enterprise-Folgen auf Platz 27.

## Parodien und Anspielungen
Die Folge 2.13 (Königin Bebe) der Zeichentrickserie Kim Possible von 2003 greift die Grundidee von Was summt denn da? auf.